# Волконская, Александра Николаевна
Княгиня Александра Николаевна Волконская (урождённая княжна Репнина; 25 апреля (6 мая) 1757 — 23 декабря 1834 (4 января 1835)) — последняя  представительница  потомства  князей  Репниных,  происходящих  от  Оболенских; кавалерственная дама двора (20.07.1797); статс-дама (01.01.1808) и гофмейстерина трёх императриц; дама большого креста ордена Святой Екатерины (22.08.1826). Супруга одного из «екатерининских орлов» генерала князя Г. С. Волконского.

## Биография
Вторая дочь генерал-фельдмаршала князя Николая Васильевича Репнина (1734—1801) от его брака с княжной Натальей Александровной Куракиной (1737—1798). Будучи любимой дочерью у родителей, получила домашнее воспитание под чутким руководством матери.
29 апреля 1778 года вышла замуж за генерал-майора князя Григория Семёновича Волконского (1742—1824).
Венчание состоялось в соборе Св. Исаакия Далматского в Петербурге, поручителями по жениху был А. А. Нарышкин, по невесте — её отец князь Репнин. Семейная жизнь их была вполне счастливой. Александра Николаевна была настоящей главой своего семейства. 

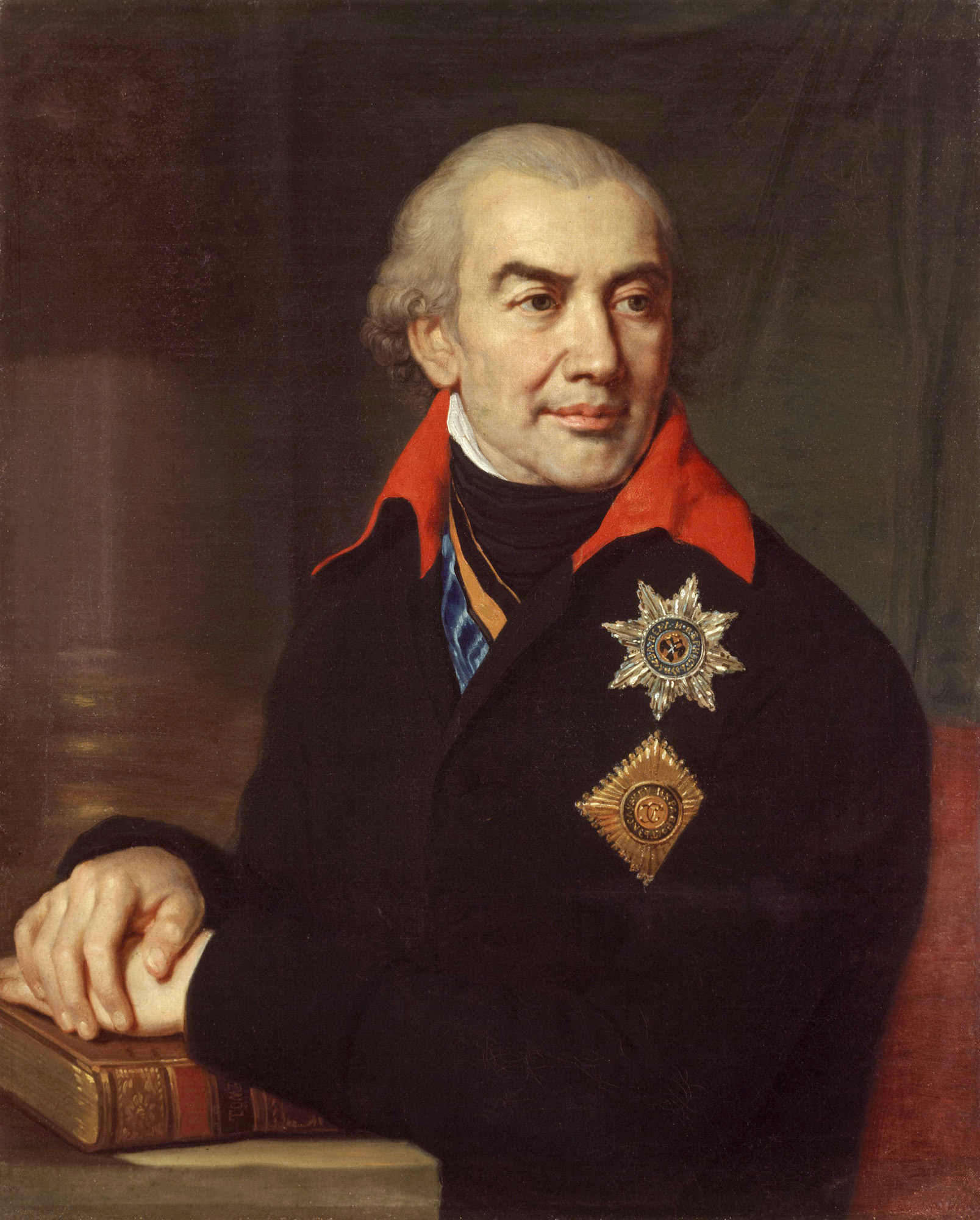
Князь Г. С. Волконский

Муж её был характера мягкого, добродушного, поэт в душе, страстный меломан старой итальянской музыки. Кроме того, из-за  раны в голову, полученной при взятии Мэчина, был со странностями, которым активно противостояла Александра Николаевна. Она была характера властного, сухого, для неё формы жизни играли существенную роль. Долг и дисциплина заменяли в ней чувство и побуждение. С 1803—1817 года князь Волконский исполнял должность оренбургского губернатора. Княгиня, будучи «femme de соur s'il еn fut», как писала о ней  в своих записках её невестка, предпочла остаться в Петербурге.  За это время она посетила мужа лишь дважды — в 1805 и в 1816 годах, и приезды её обставлялись весьма пышно.

Будучи статс-дамой двора и обер-гофмейстериной трёх императриц, по своему положению княгиня Волконская была первой дамой империи. В 1814 и 1815 году она сопровождала великую княгиню Екатерину Павловну в качестве её гофмейстерины в поездке по Германии, Голландии, Англии и Австрии. Вместе с великой княгиней Александра Николаевна присутствовала на Венском конгрессе. Об этом путешествии она оставила подробный дневник от первого дня отъезда до самого дня возвращения в Петербург. Овдовев в 1824 году, Александра Николаевна переехала в Зимний дворец, предоставив свой дом на набережной Мойки, 12 (где впоследствии жил и умер Пушкин) своим детям. 

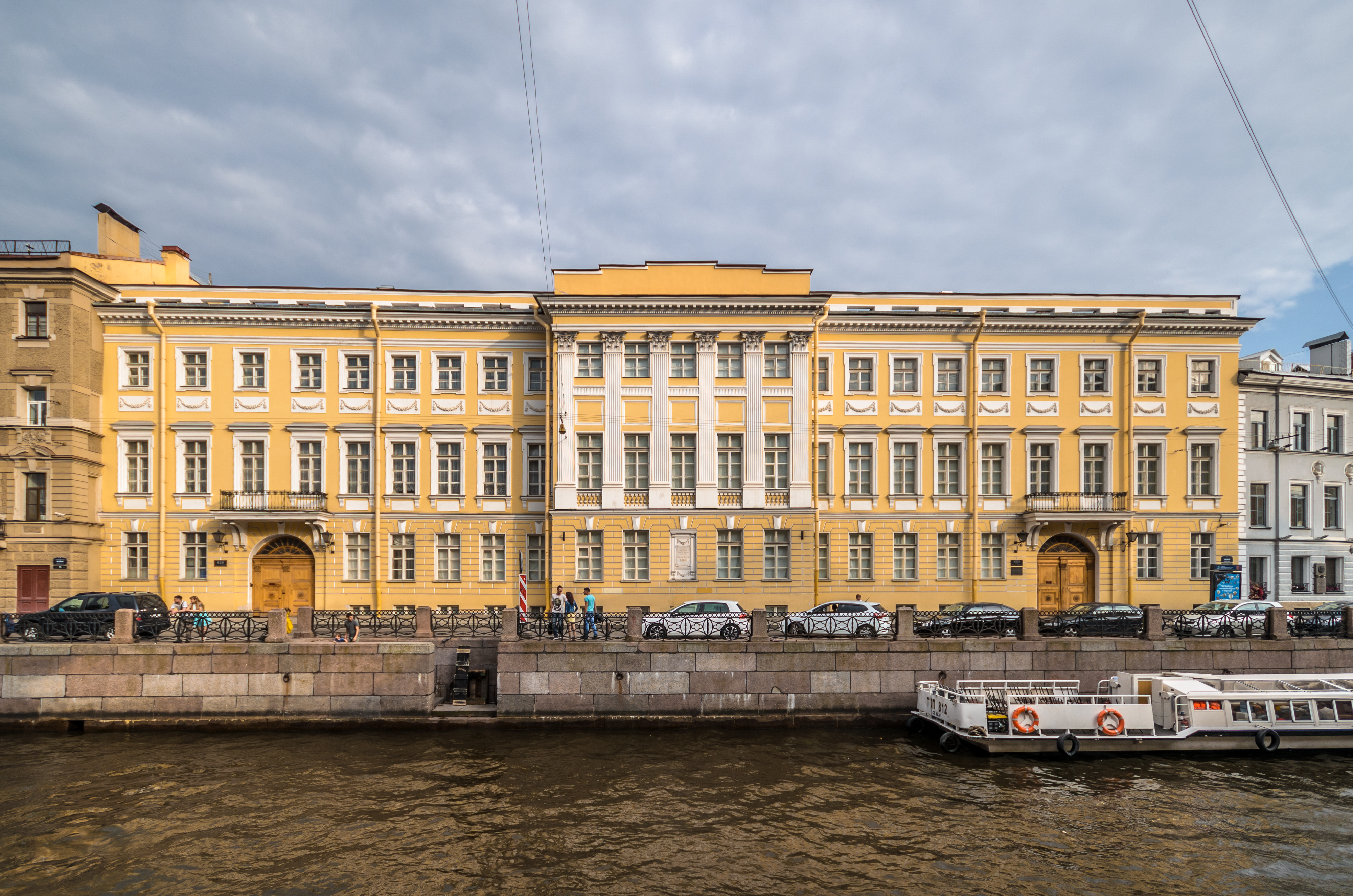
Дом № 12 по набережной реки Мойки

Вся жизнь её была посвящена служению придворному этикету и светскому представительству. Пока шёл допрос декабристов и сын её сидел в Петропавловской крепости, она уехала в Москву на коронацию. Императрица, понимая горе княгини, предоставила ей право оставаться в своих комнатах, но, она ради этикета все-таки присутствовала при представлении дам. Согласно письмам её внучки Алины, в это время она была очень расстроена, «много плакала и почти не спала». Императрица её утешала, а император просил не смешивать дела семейные с делами службы её; и действительно, на коронацию Волконская получила большой крест ордена св. Екатерины. Из писем Алины видно, что Александра Николаевна намеревалась ехать к сыну в Сибирь, но намерение это, конечно, не осуществила. До конца своей жизни каждую пятницу она писала сыну в Сибирь письма.
Последние годы своего одиночества и свободное от обязательств время княгиня Волконская делила с любимой компаньонкой, француженкой Жозефиной Тюрненже. Ранее она была воспитательницей в семействе Козенов и волею судьбы сделалась другом и наперсницей княгини. После её смерти Жозефина пробыла в Петербурге недолго и уехала на родину, в Париж. Скончалась княгиня Волконская 23 декабря 1834 года и была похоронена рядом с мужем на кладбище Александро-Невской лавры. К. Я. Булгаков писал своему брату: 

Старуха статс-дама Волконская скончалась вчера в 8 часов утра. Накануне еще императрица была у неё, и старуха, тронутая сим милостивым посещением, сказала государыне, что как скоро оправиться, приедет её благодарить. Царство небесное старушке, которая всегда ко мне очень была добра и ласкова. Прошлого года, я помню, ежеминутно ожидали её кончины, - она оправилась; а теперь, когда ей стало гораздо лучше, в несколько часов отправилась... Государь, императрица, наследник и Михаил Павлович изволили быть на похоронах, весь дипломатический корпус, весь двор и множество знати также приехали отдать последний долг почтенной старушке. Князь Петр Михайлович был очень тронут и трогателен. Видно, что ему её душевно жаль.
От брака с князем Григорием Сергеевичем, кроме сына Николая (1779—1845), который по Высочайшему указу принял фамилию Репнина—Волконского, имела ещё сыновей — Александра (1778—1780), Никиту (1781—1844), Григория (1782—1783) и Сергея (1788—1865), и дочь Софью (1786—1868; замужем за князем П. М. Волконским) .